# Варданян, Армен Фрунзикович
Арме́н Варданя́н (арм. Արմեն Վարդանյան; род. 30 ноября 1982 в Ленинакане) — украинский, ранее армянский борец греко-римского стиля, бронзовый призёр Олимпийских игр в Пекине (2008), трёхкратный серебряный призёр чемпионата мира (2003, 2010, 2015), двукратный чемпион Европы (2004, 2008). Заслуженный мастер спорта Украины (2003). До 2012 года в основном выступал в категории до 66 кг, с 2014 года выступает в основном в категории до 71 кг.
Армена тренировали Мурад Саргсян, Евгений Чертков, В. Кисель.

## Биография
Родился в семье педагогов, мать — преподаватель русского языка и литературы, отец — директор железнодорожного техникума. В этом техникуме Армен и начал заниматься в секции греко-римской борьбы.
Из-за отсутствия достаточных условий для развития в Армении принял предложение выступать за Украину и в 1999 году переехал в Запорожье. Представляет спортивное общество «Динамо» (Запорожье). Военнослужащий Государственной пограничной службы Украины (младший лейтенант).
Окончил Запорожский юридический институт МВД, факультет физического воспитания Запорожского национального университета. Аспирант ЗНУ.

В 2013 году Армену были вручены ключи от квартиры в Киеве от Союза армян Украины.
В октябре 2010 года Армен организовал и провёл турнир по греко-римской борьбе в школьной возрастной категории. В турнире приняли участие 90 ребят из Запорожья, которые были разбиты на три возрастные категории: 95-96 года рождения, 97-98 г.р. и 99-2000 г.р.. В 2012 году в турнире принимало участие 136 участников из Запорожья и Днепропетровска. Турнир проводился также в 2014 году.

## Спортивные достижения
За Армению
- 1998 — Всемирные юношеские игры, 2-е место

За Украину
- 2000 — Чемпионат мира среди юниоров, 1-е место.
- 2003 — Чемпионат мира — 2-е место.
- 2004 — XXVIII Олимпийские игры в Афинах — 5-е место.
- 2004 — Чемпионат Европы — 1-е место.
- 2008 — Чемпионат Европы — 1-е место.
- 2008 — XXIX Олимпийские игры в Пекине — 3-е место. В борьбе за 3-е место победил болгарина Николая Гергова со счётом 17:14. Эта победа Армена Варданяна принесла сборной Украины четвёртую бронзовую медаль на Олимпиаде.
- 2010 — Чемпионат мира 2010 в Москве — 2-е место. В 1/16 финала Армена победил действующего олимпийского чемпиона Стива Гено (Франция), затем победил серба Александра Максимовича, американца Фарука Сахина и турка Васифа Арзиманова. В финале Армен уступил россиянину Амбако Вачадзе (0:1, 0:2)[16].
- 2011 — Чемпионат мира 2011 в Стамбуле — В 1/32 проиграл португальцу Хьюго Пассосу 1-2[17].
- 2015 — Чемпионат мира 2015 в Лас-Вегасе — 2-е место

## Политика
| Кандидат        | Партия          | Процент голосов | Количество проголосовавших |
| --------------- | --------------- | --------------- | -------------------------- |
| Е. Г. Карташов  | Партия регионов | 31.59           | 28 851                     |
| С. В. Пшигоцкий | КПУ             | 21.21           | 19 373                     |
| В. И. Варецкий  | УДАР            | 15.31           | 13 983                     |
| А. Ф. Варданян  | Батькивщина     | 14.11           | 12 894                     |
| И. И. Лех       | самовыдвиженец  | 5.70            | 5 211                      |

Участвовал в выборах в Запорожский областной совет в 2010 году от «Фронта перемен» (второй в списке).
В 2012 году баллотировался в депутаты Верховной рады Украины от партии Батькивщина по округу № 76. Доверенным лицом кандидата была И. В. Новошинская. Согласно декларации поданной кандидатом, общий доход Армена за 2011 год составил около 120 тысяч гривен. В предвыборной программе, кроме общих целей объединённой оппозиции, Армен брал на себя обязательства создания сети спортивных площадок, кружков, способной удовлетворить потребности населения. В Верховную раду Армен не прошёл, заняв четвёртое место.
Выступил доверенным лицом Николая Фролова, кандидата в народные депутаты Украины VIII созыва от Блока Петра Порошенко (2014). После избрания Фролова депутатом, Армен является его помощником-консультантом на общественных началах, директор благотворительного фонда Фролова «Запорожская перспектива».

## Государственные награды
- Орден «За мужество» III степени (4 сентября 2008) — за достижение высоких спортивных результатов на XXIX летних Олимпийских играх в Пекине (Китайская Народная Республика), проявленные мужество, самоотверженность и волю к победе, подъём международного авторитета Украины[27]